# ÚZK
ÚZK je železniční stanice, která leží na trati Karviná-Doly – Havířov mezi stanicemi Karviná-Doly a Prostřední Suchá. Stanice leží v katastrálním území Karviná-Doly v jihozápadní části města Karviná.

## Historie
Název stanice ÚZK vznikl jako zkratka označení Ústřední závod Karviná, což byla velkokapacitní třídírna a prádlo uhlí, které v letech 1936 až 1938 vybudovala Báňská a hutní společnost poblíž karvinského dolu Barbora. Tento závod byl zbourán po zprovoznění nové úpravny na dole Darkov v roce 1987.

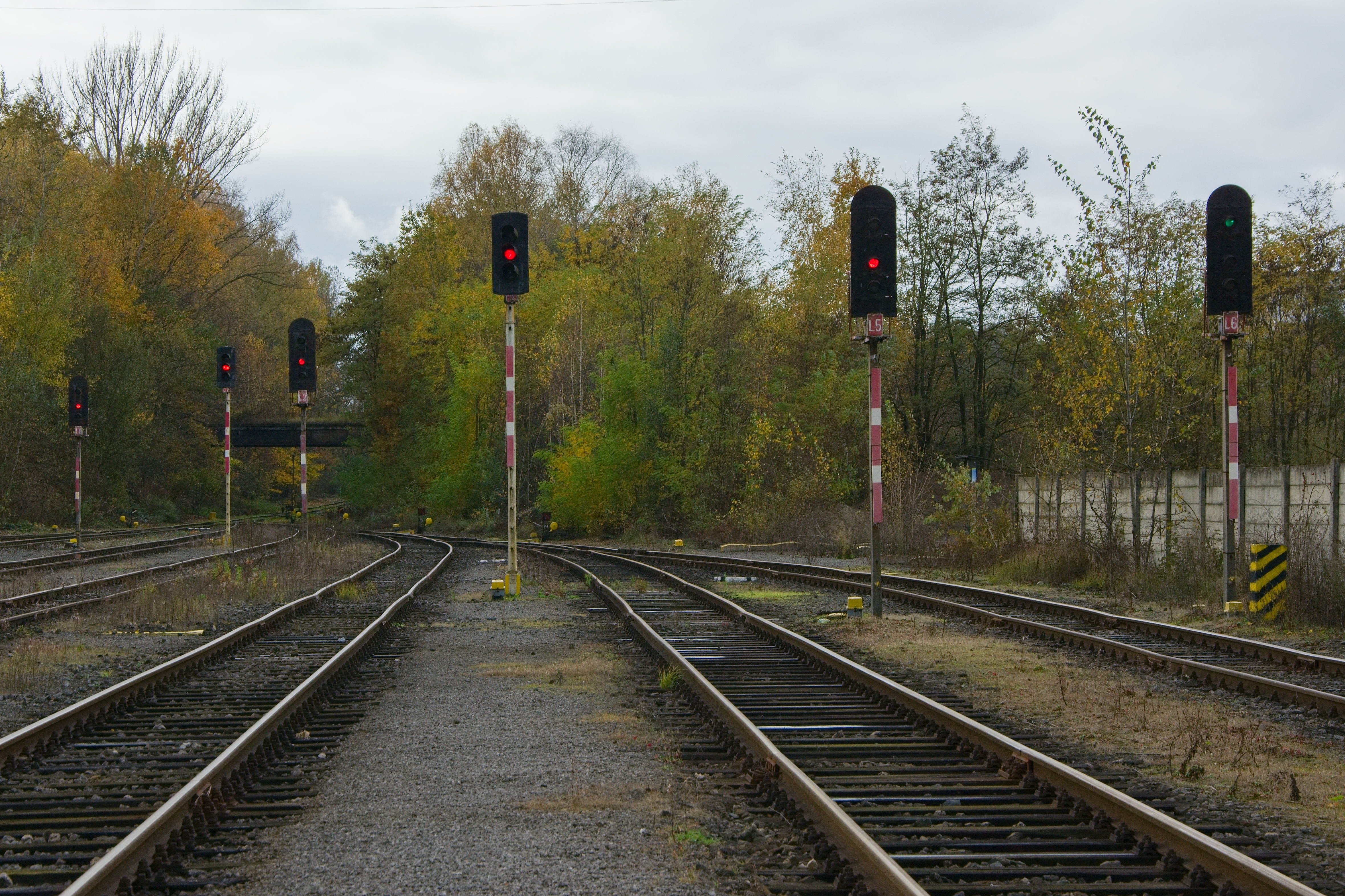
Zhlaví směr Prostřední Suchá, částečně s návěstidly WSSB

V roce 1962 byla ve stanici postavena budova nového ústředního stavědla. V něm instalován pult reléového zabezpečovacího zařízení typu WSSB GS II-IB, které bylo aktivováno v roce 1965. V roce 2003 byly jízdy vlaků mezi ÚZK a Prostřední Suchou zabezpečovány pomocí telefonického dorozumívání, mezi ÚZK a Karvinou–Doly již fungovalo traťové zabezpečovací zařízení 3. kategorie (traťový souhlas se samočinnou kontrolou volnosti traťového úseku). Ve stanici byla rovněž pro české prostředí netypická světelná návěstidla WSSB, která sloužila částečně ještě v roce 2023.
V důsledku poddolování došlo k postupnému náklonu stavědla stanice ÚZK až o 4,15°. Stavědlo však nebylo zbořeno, ale bylo z boční strany zpevněno ocelovými opěrami, k eliminaci náklonu ve vnitřních prostorách došlo např. instalací vodorovné podlahy.
Do stanice byly kolejově napojeny různé provozy. Do stanice byl zapojen odval Nový York, na kterém se počátkem 21. století z železničních vozů vykládal mj. popílek z energetiky společnosti Nová huť či struska z Třineckých železáren. Přes stanici se naváželo rovněž uhlí pro teplárnu Karviná.

## Popis stanice
Do stanice je zapojena vlečka teplárny společnosti Veolia Energie ČR o stavební délce 1,806. Stanice tedy slouží nejen obsluze této teplárny, ale také pro potřeby skládek uhlí a koksu, které byly ve stanici zřízeny. Ve stanici je také lokomotivní remíza, kterou od roku 2022 její majitel PKP Cargo International pronajímá firmě Retro-Slezská železniční společnost. V posledních letech před pronájmem remíza sloužila pro opravy nákladních vozů, nový nájemce ji využívá pro potřebu údržby vlastních lokomotiv.